# Achigan à grande bouche
Espèce
Statut de conservation UICN

 LC  : Préoccupation mineure
Synonymes
- Aplites salmoides (Lacepède, 1802)
- Grystes megastoma Garlick, 1857
- Huro nigricans Cuvier, 1828
- Huro salmoides (Lacepède, 1802)
- Labrus salmoides Lacepède, 1802
- Micropterus salmoides (Lacepède, 1802)
- Perca nigricans (Cuvier, 1828)

L'Achigan à grande bouche (Micropterus salmoides), aussi appelé black-bass et parfois perche truitée, perche truite, perche d'Amérique ou perche noire, est une espèce de poissons d'eau douce de la famille des Centrarchidae originaire d'Amérique du Nord et introduite en Europe à la fin du XIXe siècle. C'est une espèce très recherchée et élevée pour la pêche de loisir.

## Dénomination
Son nom commun canadien français d'achigan dérive de l'algonquin : At-Chi Gane (« celui qui se bat »), en référence au comportement très combatif des espèces du genre Micropterus. Le qualificatif spécifique « à grande bouche » permet de le distinguer d'une autre espèce du même genre également fréquente en Amérique du Nord : l'Achigan à petite bouche (Micropterus dolomieu).

## Description

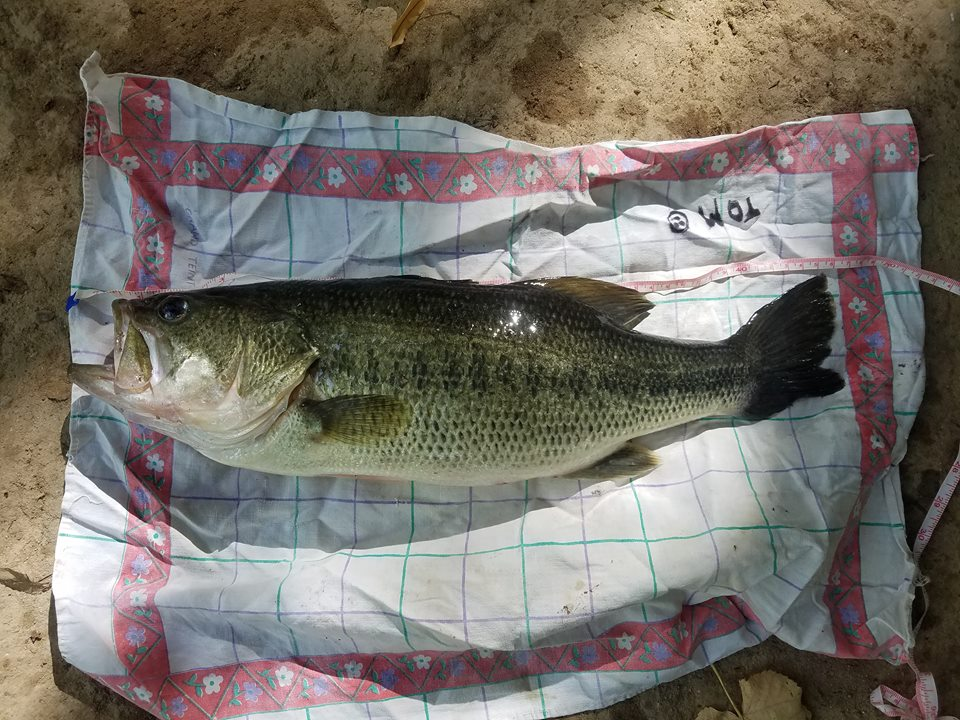
Achigan à grande bouche (gros spécimen)

C'est un poisson au corps trapu, assez allongé et légèrement comprimé latéralement, rappelant celui d'une perche robuste (bien que plus massif et large). Sa tête est forte avec des yeux noirâtres. Il présente une large bouche avec une mâchoire inférieure proéminente (bouche supère). L’opercule est triangulaire, avec des bords lisses. La dorsale est caractéristique : échancrée avec une partie terminale plutôt grande. Le dos est vert bronze foncé, avec des flancs plus clairs, vert olive. Des tâches plus foncées sont éparpillées sur le poissons, et notamment au niveau de la ligne latérale, à partir des pectorales et jusqu’à la caudale. 
En France, les plus gros spécimens mesurent aux alentours de 50 cm pour un poids de 3 kg, alors qu’aux États-Unis d'Amérique un maximum de 94 cm pour plus de 10 kg est enregistré, ainsi qu'un autre poisson de 10,120 kg au Japon. La taille habituelle des adultes que l'on peut trouver en France se situe entre 25 et 40 cm.
Sa croissance est très rapide, il atteint 12 à 15 cm en quelques mois à l’automne. Sa longévité est assez élevée : 15 ans au maximum pour une moyenne entre 6 et 8 ans (valeurs revenant assez souvent),,.

## Distribution géographique et origines
Ce poisson est originaire d'Amérique du Nord, : bassin du Saint-Laurent et des Grands lacs, baie d'Hudson (rivière rouge), et bassin du Mississippi, drainages atlantiques de la Caroline du Nord à la Floride et partie nord du Mexique. L'espèce a depuis été largement introduite sur le reste du continent américain et dans le reste du monde : notamment en Europe, au Japon, en Afrique australe et du nord. L’introduction en Europe et notamment en France date de la fin du XIXe siècle (1878 pour le continent et 1880 pour la France). L’espèce étant prisée pour la pêche sportive et la consommation culinaire, il y a actuellement de nombreux repeuplements. Néanmoins, son abondance reste généralement faible en France. Le réchauffement climatique actuel pourrait lui être favorable et lui permettre de mieux se répandre.

## Habitat
C'est une espèce thermophile (préférence pour des eaux chaudes) résidant dans les étangs, les réservoirs, les lacs, ainsi que les cours d’eau lents et les annexes fluviales. On note une petite tolérance à l’eau saumâtre. Il préfère les eaux assez claires riches en végétation et autres abris.

## Régime alimentaire
C'est un poisson carnassier dont le régime alimentaire varie selon la maturité. Alors que les jeunes consomment essentiellement du plancton, des insectes aquatiques (notonectes, larves de libellule, etc.) et des petits crustacés, à partir de quelques mois il s'intéresse surtout à de plus gros insectes tels que des papillons, éphémères, libellules mais consomme encore des mouches et moustiques. Les adultes s'attaquent à des proies plus grosses et sont très opportunistes, ils consomment principalement d'autres poissons plus petits qu'eux ainsi que des écrevisses, en fonction de la disponibilité de la ressource. Fréquemment, il s'attaque aussi à des grenouilles, et même des rats d'eau. Chassant surtout à vue ce poisson préfère les eaux claires ou peu profondes (il sait se satisfaire d'une eau teintée). Il chasse dans toute la colonne d'eau et cherche ses proies aussi bien sur le fond qu'à la surface. L'achigan à grande bouche est bien adapté à chasser dans une végétation plus ou moins dense ou avec la présence de branchages immergés. Prédateur du poisson-chat, il peut aider à ôter ces indésirables des pièces d'eau[réf. nécessaire]. Il a aussi un comportement cannibale, surtout chez les individus de taille moyenne envers les larves.

## Reproduction
La maturité sexuelle est atteinte vers 2 ou 3 ans (deux ans en pisciculture). Les femelles ne pondent qu’un tiers des œufs qu’elles possèdent, le fraie se déroule de fin avril à juillet, à des températures de 15 à 25 °C, en eau peu profonde sur un substrat de sable plus ou moins graveleux. Il semblerait que les plus gros spécimens pondent en premier dans des eaux plus profondes. Les femelles peuvent émettre plus d'un million d'œufs durant la période de reproduction. Les œufs mesurent entre 1,3 et 1,8 mm de diamètre. Les larves mesurent jusqu’à 5 mm et les alevins d’une même fratrie ont tendance à suivre un banc, protégés par le mâle. On estime qu’après avoir atteint 3 cm, les jeunes individus se dispersent progressivement.

## Pêche sportive
En pêche sportive, il fait partie des espèces carnassières les plus recherchées, du fait de sa grande combativité et de sa taille assez imposante. C'est un poisson très vorace, mais il reste méfiant. Bien qu'il puisse être pris aux appâts naturels (poissons morts ou vivants (vifs : vairon, ablette, goujon, gardon, chevesne…), morceaux de couenne de porc, sauterelles, vers…),  tout ce qui à la taille de sa gueule et qui bouge peut constituer son prochain repas. Les pêcheurs préfèrent le capturer au lancer avec des leurres souples, des poissons nageurs, mais surtout avec des leurres de surface car les attaques de l’achigan à grande bouche sont impressionnantes à observer. Sans une bonne technique du pêcheur, le poisson peut lui échapper facilement ; car, une fois ferré, celui-ci se débat la gueule grande ouverte, ce qui facilite le décrochage.

## Écologie et conservation
Non menacée, l’espèce ne fait pas l’objet de mesure de conservation ou de protection particulière, mais elle est assez souvent concernée par des mesures de gestion ou de maintien des stocks pour la pêche (par exemple en Aveyron où la pratique du No Kill est en vigueur). 
En France, où l'espèce est introduite, l’impact écologique n’est pas encore très bien connu, notamment en matière de concurrence alimentaire et d'éventuelle éviction d'espèces indigènes. La pression exercée par ce poisson sur les espèces proies (poissons blancs notamment) peut très localement être plus forte que celle du sandre ou du brochet, mais il supplante rarement ces derniers. Il est de plus une proie fréquente pour le brochet (à partir d'une certaine taille, cette tendance disparait quasiment). Dans la péninsule Ibérique, où les écosystèmes ont longtemps évolué sans poisson prédateur indigène, il serait en partie à l’origine du déclin de certains cyprinidés endémiques.
Au Guatemala, l'espèce a été introduite dans le lac Atitlán où elle a contribué à la disparition du Grèbe de l'Atitlan, un oiseau endémique.

## Recettes
La chair de l'achigan étant très tendre et possédant un goût prononcé et apprécié, sa consommation fait l'objet d'une recherche culinaire poussée[réf. nécessaire].
Le poisson peut être mangé au four. Selon la préférence, la peau peut être retirée ou non (généralement l'achigan ne s'écaille pas, il se pèle), voire les filets tirés. On peut alors entre autres lui ajouter carottes, oignons, échalotes, pomme de terres, du vin blanc, de la crème fraiche, de clous de girofle, de l'ail, du citron, des herbes aromatiques et du sel-poivre. 
D'autres le préfèreront à la hollandaise, avec utilisation d'un court bouillon dont la composition dépend du goût de chacun.
L'achigan à la fondue d’échalotes, ou les filets d'achigan à la crème sont aussi des variantes connues.
Lorsque le poisson est un peu sec, une sauce béchamel, ou au beurre permet de retrouver un bon équilibre et de rehausser les saveurs de votre plat.

## Dans la littérature
- Pêche en eau trouble (Double Whammy, 1987) de Carl Hiaasen. Paris : Denoël, 1998, 432 p. (Joker).  (ISBN 978-2-207-24262-9). Rééd. Paris : Pocket, 1999, 482 p.  (ISBN 978-2-266-08592-2). Rééd. Paris : 10-18, 2004, 477 p. (10-18 ; 3727. Domaine étranger).  (ISBN 978-2-264-04012-1)
- Le petit livre de la pêche des carnassiers - Brochet, sandre, silure, perche et black bass de Alexandre Fabris et Pascal Durantel,  (ISBN 978-2-35527-116-8) parut le 16/07/2013
- Toutes les pêches de la perche et du black bass de Bernard Breton, Tajana Gérard, et Régis Gérard,  (ISBN 978-2-87747-478-8), paru en mars 2000